# Nhái lùn
Chi Nhái lùn (tên khoa học Vietnamophryne), tên tiếng Anh: Indochinese dwarf frogs; tiếng Thái: ueng tham khrae (อึ่งถ้ำแคระ), là một chi ếch Asterophryinae phân kỳ được tìm thấy ở Đông Dương. Họ hàng gần nhất của chi này là chi Siamophryne. Chi Vietnamophryne được Poyarkov và các đồng nghiệp mô tả lần đầu tiên vào năm 2018.

## Các loài
Chi này hiện tại được ghi nhận chính thức có ba loài, được mô tả vào năm 2018: 
- Vietnamophryne inexpectata Poyarkov, Suwannapoom, Pawangkhanant, Aksornneam, Duong, Korost, and Che, 2018
- Vietnamophryne orlovi Poyarkov, Suwannapoom, Pawangkhanant, Aksornneam, Duong, Korost, and Che, 2018
- Vietnamophryne occidentalis Poyarkov, Suwannapoom, Pawangkhanant, Aksornneam, Duong, Korost, and Che, 2018

Năm 2021, có thêm hai loài đã được mô tả và bổ sung thêm vào:
- Vietnamophryne cuongi Nguyen, Hoang, Jiang, Orlov, Ninh, Nguyen, Nguyen, and Ziegler, 2021
- Vietnamophryne vuquangensis Hoang, Jiang, Nguyen, Orlov, Le, Nguyen, Nguyen, Nguyen, Nguyen, and Ziegler, 2021

## Địa bàn phân bố
- V. cuongi tại Vườn Quốc gia Ba Vì, Hà Nội, miền Bắc Việt Nam,
- V. inexpectata tại Khu bảo tồn thiên nhiên Kon Chư Răng, tỉnh Gia Lai, miền Trung Việt Nam.
- V. orlovi ở Vườn quốc gia Phia Oắc-Phia Đén, tỉnh Cao Bằng, miền Bắc Việt Nam.
- V. occidentalis ở núi Doi Tung, tỉnh Chiang Rai, miền bắc Thái Lan.
- V. vuquangensis ở Vườn quốc gia Vũ Quang, tỉnh Hà Tĩnh, miền Trung Việt Nam, gần biên giới Lào .